# Bloedende buisjeszwam
De bloedende buisjeszwam (Rigidoporus sanguinolentus, synoniem: Physisporinus sanguinolentus) is een schimmel behorend tot de familie Meripilaceae. Hij leeft saprotroof op loofhout op rijke zandgronden, meestal op de onderzijde van op de grond liggende takken van loofbomen.

## Kenmerken
Het eenjarige of soms tweejarige vruchtlichaam  is wasachtig korstvormig. De kleur is gebroken wit of ivoor en wordt bruin-grijs-zwart bij gedroogde exemplaren. Samengeperste of beschadigde plekken op een vers vruchtlichaam worden snel felrood. Het vruchtlichaam is 2-4 mm dik en heeft een scherp begrensde rand.  De buisjes zijn 1-2 mm groot en waterig en dik. Als het vers is, is het vlees zacht, kraakbeenachtig, als het droog is stijf en hard. De smaak is mild en de geur is zwak.

## Verspreiding
In Nederland komt de soort algemeen voor. Hij staat niet op de rode lijst.